# آسیاب آبی فومستان
آسیاب آبی فومستان مربوط به دوره قاجاریه است و در روستای فومستان، بخش مرکزی، شهرستان پارسیان، استان هرمزگان واقع شده است. این اثر در تاریخ یکم آذرماه ۱۳۸۸ با شمارهٔ ثبت ۲۸۱۵۷ به‌عنوان یکی از آثار ملی ایران به ثبت رسیده است.